# فنیل آزید
فنیل آزید (به انگلیسی: Phenyl azide) یک ترکیب شیمیایی است. شکل ظاهری این ترکیب، مایع روغنی زرد کمرنگ است.